# Roman Rusinow
Roman Aleksandrowicz Rusinow (ur. 21 października 1981 w Moskwie) – rosyjski kierowca wyścigowy.

## Kariera
Rosjanin karierę rozpoczął od startów w kartingu, w roku 1988. W 1999 roku przeszedł do wyścigów samochodów jednomiejscowy, debiutując w Formule Campus. W kolejnych dwóch latach, reprezentując barwy Graff Racing, ścigał się we Francuskiej Formule Renault. Ostatecznie w klasyfikacji generalnej zajął w niej odpowiednio 2. i 3. miejsce. W roku 2002 został sklasyfikowany na 3. pozycji w Formule Palmer Audi.
W sezonie 2003 zadebiutował w wyścigach długodystansowych, w klasie LMP2. W zespole Courage Competition nieoczekiwanie zwyciężył w swojej kategorii „1000 km Le Mans”. Poza tym wystąpił w pięciu eliminacjach Euroserii 3000 (dorobek punktowy pozwolił mu na zajęcie 9. lokaty). Rok później sięgnął po tytuł mistrzowski w Le Mans Series, w klasie N-GT, prowadząc Ferrari Modena.
W sezonie 2005 przeniósł się do mistrzostw samochodów sportowych - FIA GT. Prowadząc Maserati MC12, nie poradził sobie jednak najlepiej. Oprócz tego Rusinow wystąpił w jednej rundzie nowutworzonej zimowej serii A1 Grand Prix. Reprezentując narodową ekipę Rosji, pierwszy wyścig na torze w Australii, ukończył na 13. pozycji, natomiast w drugim nie dojechał do mety.
W latach 2005 był kierowcą testowym, najpierw stajni Jordan, a potem MF1 Racing. Po wykupieniu rosyjskiego zespołu przez holenderską ekipę Spyker, Rosjanin stracił kontakt z F1.
Po roku absencji, Roman postanowił powrócić do Le Mans Series, angażując się w kategorię GT3 (jeździł Lamborghini Murciélago). Poza tym wystąpił w trzech wyścigach niemieckiej serii ADAC GT Masters. Ścigając się Lamborghini Gallardo, zwyciężył w dwóch rundach. W kolejnym sezonie awansował do klasy LMGT1. Również od 2008 roku startuje w 24 godzinnym wyścigu Le Mans.